# Crosa

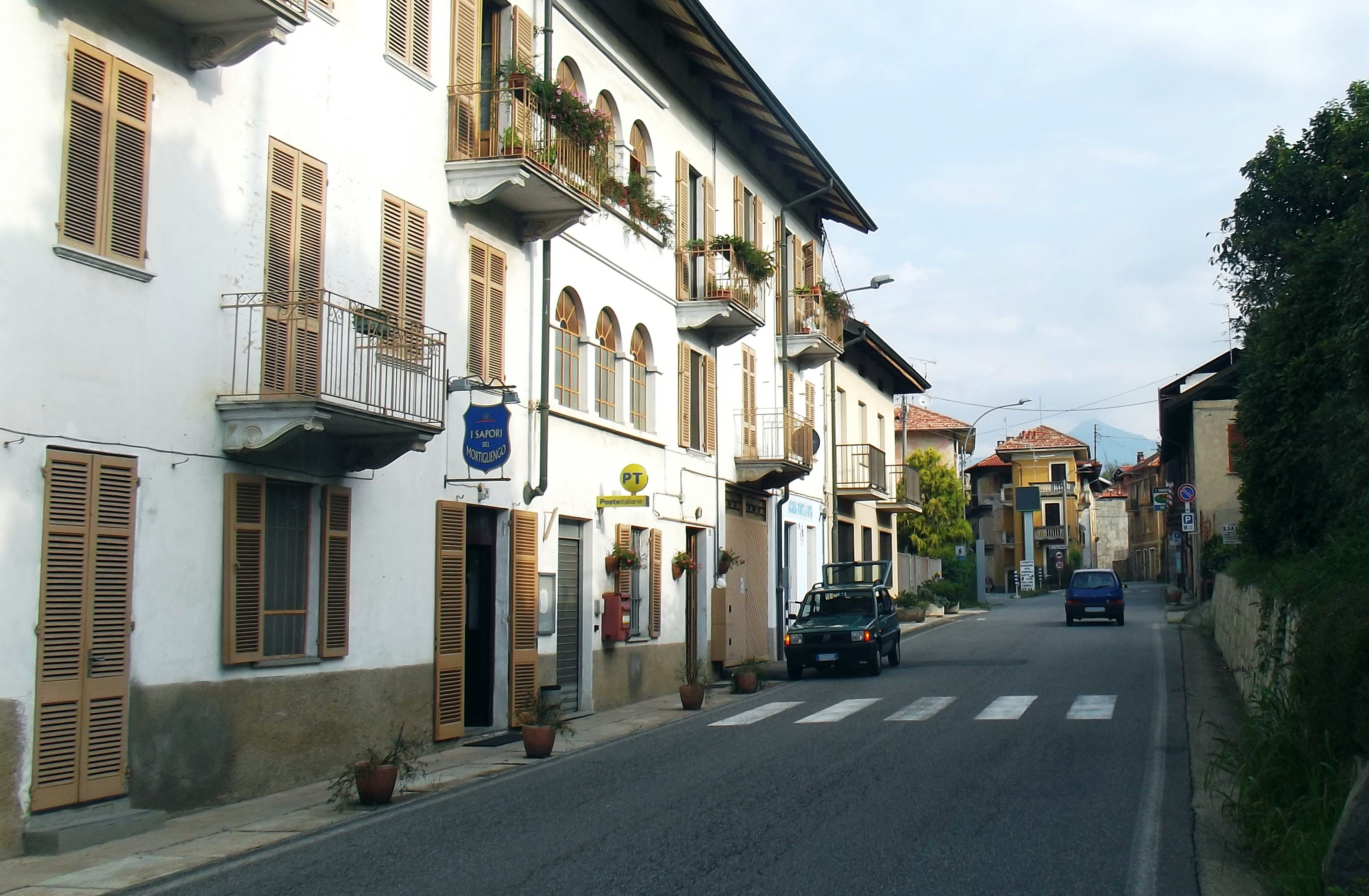
Crosa

Crosa es una  localidad italiana de la provincia de Biella, región de Piamonte de 336 habitantes.

## Evolución demográfica
| Gráfica de evolución demográfica de Crosa entre 1861 y 2001 |
|                                                             |
| fonte ISTAT - elaboración gráfica por Wikipedia             |